# مدرسه قلیجیه
مدرسه قلیجیه (عربی: المدرسة القلیجیة)مدرسه تاریخی مربوط در دمشق، سوریه است.